# 魁北克英語
魁北克英語（英語：Quebec English）是加拿大法語省份魁北克境內的英語方言。魁北克英語有少數獨特的音系學特徵，且英語魁北克人之間有共同的詞彙特徵。魁北克英語主要是基於標準加拿大英語而來。